# Ищук, Михаил
Михаил Ищук (эст. Mihail Ištšuk; 23 сентября 1986, Кохила, Раплаcкий район, Эстонская ССР, СССР, ныне Рапламаа, Эстония) — эстонский футболист, нападающий, игрок в мини-футбол и пляжный футбол.

## Биография
На юношеском уровне представлял клуб «Флора» (Кехтна). В 2002—2003 годах играл на взрослом уровне за «Лелле СК» в четвёртой и третьей лигах Эстонии. В сезоне 2003 года забил 39 голов в 16 матчах третьей лиги, в том числе в семи матчах забивал по 3 и более голов.
В 2004 году перешёл в таллинскую «Флору». Дебютный матч в высшей лиге Эстонии сыграл 22 марта 2004 года против «Меркуура», заменив на 62-й минуте Александра Сахарова. Первый гол в элите забил 30 июня 2004 года в ворота «Левадии». В основном составе «Флоры» закрепиться не смог, сыграв за три сезона 22 матча и забив 7 голов в чемпионате. Бронзовый призёр чемпионата Эстонии 2004 и 2006 годов. Также выступал за «Тервис» (Пярну), являвшийся фарм-клубом «Флоры», в 2004 году стал третьим призёром первой лиги и вторым бомбардиром турнира (18 голов). В 2006 году с 11 голами стал лучшим снайпером «Флоры-2», игравшей в первой лиге.
В 2007 году выступал в высшей лиге за «Тулевик» (Вильянди), затем некоторое время не играл на высоком уровне. В начале 2010 года перешёл в клуб третьего дивизиона Финляндии «Атлантис», который тренировал эстонский специалист Ааво Сарап. Во второй половине 2010 года, а также во второй половине 2012 года играл в высшей лиге Эстонии за «Пайде ЛМ». В 2014—2015 годах выступал за клуб четвёртого дивизиона Финляндии «Рийхимяен Паллосеура».
Всего в высшем дивизионе Эстонии сыграл 78 матчей и забил 22 гола.
Выступал за сборные Эстонии младших возрастов, провёл не менее 20 матчей.
Помимо большого футбола, в 2008—2009 годах выступал в футзале (мини-футболе) за команду «Киннисвара» в первом и высшем дивизионах Эстонии. В декабре 2008 года сыграл 2 матча за сборную Эстонии по мини-футболу. В 2013 году играл в чемпионате Эстонии по пляжному футболу за команду «Пежо» (20 матчей и 11 голов).

## Достижения
- Бронзовый призёр чемпионата Эстонии: 2004, 2006

## Личная жизнь
Брат Виталий (род. 1985) также футболист, сыграл 48 матчей в высшей лиге Эстонии.